# علامة مقاومة الماء

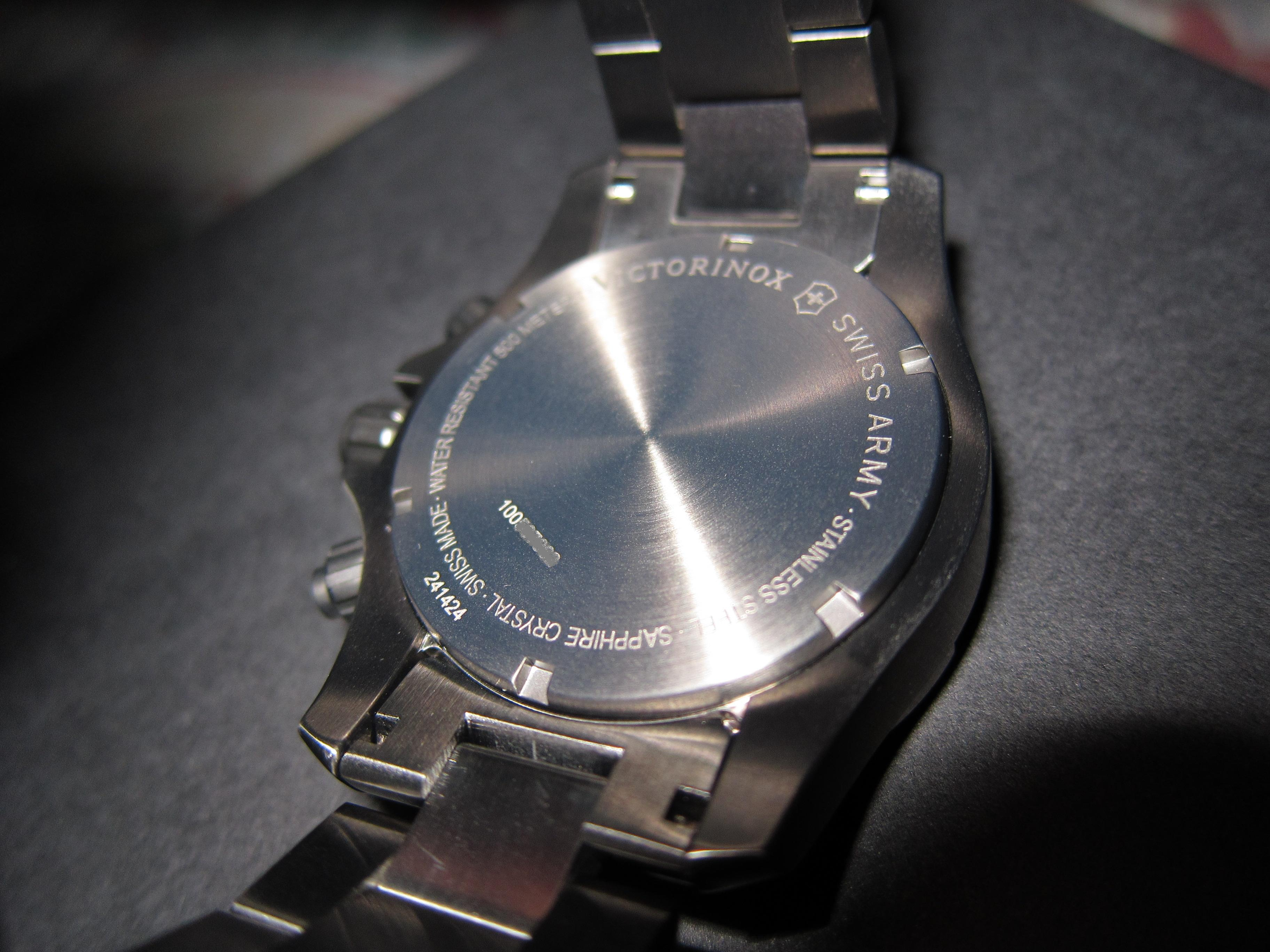
علامة مقاومة للماء على ظهر ساعة يد من Victorinox

مقاومة الماء هي علامة شائعة يتم ختمها على ظهر ساعات المعصم للإشارة إلى مدى إحكام إغلاق الساعة ضد دخول الماء. وعادة ما تكون مصحوبة بإشارة إلى مقدار الضغط الساكن الذي تعرضت له عينة من الساعات حديثة الصنع في اختبار التسرب. ويمكن الإشارة إلى ضغط الاختبار إما مباشرة بوحدات الضغط مثل البار أو atm أو بالشكل الأكثر شيوعًا اليوم وهو عمق ماء مكافئ بالأمتار (وأحيانًا في الولايات المتحدة بالقدم أيضًا).
ولا تعني الإشارة إلى ضغط الاختبار من حيث عمق الماء أن الساعة المقاومة للماء قد صممت للاستخدام المتكرر والطويل في مثل هذه الأعماق المائية. فعلى سبيل المثال، لا يُتوقع من الساعة التي تحمل علامة مقاومة الماء حتى 30 مترًا أن تتحمل الاستخدام لفترات طويلة في حمام السباحة، ناهيك عن الاستمرار في العمل على عمق 30 مترًا تحت الماء. وذلك لأن الاختبار يتم إجراؤه مرة واحدة فقط باستخدام الضغط الساكن على عينة من الساعات حديثة الصنع. ونظرًا لأنه يتم اختبار عينة صغيرة فقط؛ فمن المحتمل ألا تكون جميع الساعات المصنعة مقاومة للماء على الإطلاق. ويتضمن اختبار تأهيل ساعة الغوص للاستخدام المتكرر في عمق معين إضافة هوامش أمان لأخذ بعض العوامل في الاعتبار مثل تقادم السدادات، وخصائص المياه ومياه البحر، وضغط المياه ودرجة الحرارة المتغيرة بسرعة، فضلاً عن الضغوط الميكانيكية الديناميكية التي تواجهها الساعة. ويجب أيضًا اختبار كل ساعة غوص لمقاومة الماء أو نفاذيته عند ضغط الماء الزائد كما هو محدد رسميًا.

## معيار ISO 2281 للساعات المقاومة للماء
أصدرت المنظمة الدولية للتوحيد القياسي معيارًا للساعات المقاومة للماء والذي يحظر أيضًا استخدام مصطلح مقاومة للماء في الساعات، وتبنته العديد من البلدان. وتم تقديم هذا المعيار في عام 1990 وهو مصمم فقط للساعات المخصصة للاستخدام اليومي العادي وهي مقاومة للماء أثناء التمارين مثل السباحة لفترة قصيرة، ويمكن استخدامها في ظروف يتفاوت فيها ضغط الماء ودرجة الحرارة، ويعد المعيار الصناعي الألماني DIN 8310 معيار مكافئ له. وسواء كانت تحمل مؤشرًا إضافيًا للضغط الزائد أم لا، فهي غير مخصصة للغوص تحت الماء.
ويحدد هذا المعيار إجراء اختبار مفصل لكل علامة وليس لتحديد الضغوط فحسب، بل لتحديد مدة الاختبار ودرجة حرارة الماء والمعايير الأخرى. وإلى جانب ISO 2859-2 خطط أخذ العينات المفهرسة بحد الجودة (LQ) لفحص الدفعة المعزولة وإجراءات أخذ العينات ISO 2859-3 للفحص حسب السمات– الجزء 3: إجراءات أخذ العينات بالتخطي فيما يتعلق بالإجراءات المتعلقة باختبار عينات الدُفعة، حيث لا يجب اختبار كل ساعة منفردة للحصول على الإعتماد.
ويتكون اختبار مقاومة الماء لمعيار ISO 2281 للساعات من:
- مقاومة عند الغمر في الماء على عمق 10سم. إذ تغمر الساعة في 10 سم من الماء لمدة ساعة.
- مقاومة أجزاء التعديل. إذ تغمر الساعة في 10 سم من الماء وقوة 5 N عمودية على التاج وأزرار الدفع (إن وجدت) لمدة 10 دقائق.
- اختبار التكثيف. يجب أن توضع الساعة على لوح مسخن بدرجة حرارة تتراوح بين 40 و 45 درجة مئوية حتى تصل الساعة إلى درجة حرارة اللوح المسخن (وعمليًا سيكون وقت التسخين من 10 دقائق إلى 20 دقيقة كافياً حسب نوع الساعة). ويجب أن توضع قطرة ماء بدرجة حرارة بين 18 و 25 درجة مئوية على زجاج الساعة، وبعد حوالي دقيقة واحدة يتم مسح الزجاج بخرقة جافة، ويجب التخلص من أي ساعة بها تكاثف على السطح الداخلي للزجاج.
- مقاومة درجات الحرارة المختلفة. تغمر الساعة في 10 سم من الماء في درجات الحرارة التالية لمدة 5 دقائق لكل منهما: 40 درجة مئوية، 20 درجة مئوية و 40 درجة مئوية مرة أخرى، مع الانتقال بين درجات الحرارة في مدة لا تتجاوز دقيقة واحدة، إذ لا يُسمح بأي دليل على تسرب المياه أو تكثفها.
- مقاومة ضغط الماء الزائد. غمر الساعة في وعاء ضغط مناسب وتعريضها للضغط المقدر خلال دقيقة واحدة ولمدة 10 دقائق، أو إلى 2 بار في حالة عدم وجود إشارة إضافية. وثم يتم تقليل الضغط الزائد إلى الضغط المحيط خلال دقيقة واحدة. إذ لا يُسمح بأي دليل على تسرب المياه أو تكثيفها.
- مقاومة الضغط الزائد للهواء. يتم تعريض الساعة لضغط زائد بمقدار 2 بار. ويجب ألا تُظهر الساعة تدفق هواء يتجاوز 50 ميكروغرام / دقيقة.
- لا يلزم وجود خصائص مقاومة للمغناطيسية أو للصدمات.
- لا يلزم إجراء اختبار ضغط سلبي.
- لا يلزم إجراء اختبار ربط الحزام.
- لا يلزم إجراء اختبار تآكل.

وباستثناء اختبار مقاومة الصدمات الحرارية، يجب إجراء جميع اختبارات المعيار الأخرى عند درجة حرارة تتراوح بين 18 إلى 25 درجة مئوية. وفيما يتعلق بالضغط فهو محدد كالآتي: 1 بار = 105 باسكال = 105 N/m2.
وتم استبدال هذا بمعيار ISO 22810: 2010 حين صدوره، والذي يغطي جميع الأنشطة حتى العمق المحدد ويزيل الغموض الموجود المعيار السابق.
ومن الناحية العملية، لا يعتمد بقاء الساعة تعمل على عمق الماء فحسب، ولكن أيضًا على عمر مادة الإغلاق، والأضرار السابقة، ودرجة الحرارة والضغوط الميكانيكية الإضافية.

## معيار ساعات الغوص ISO 6425

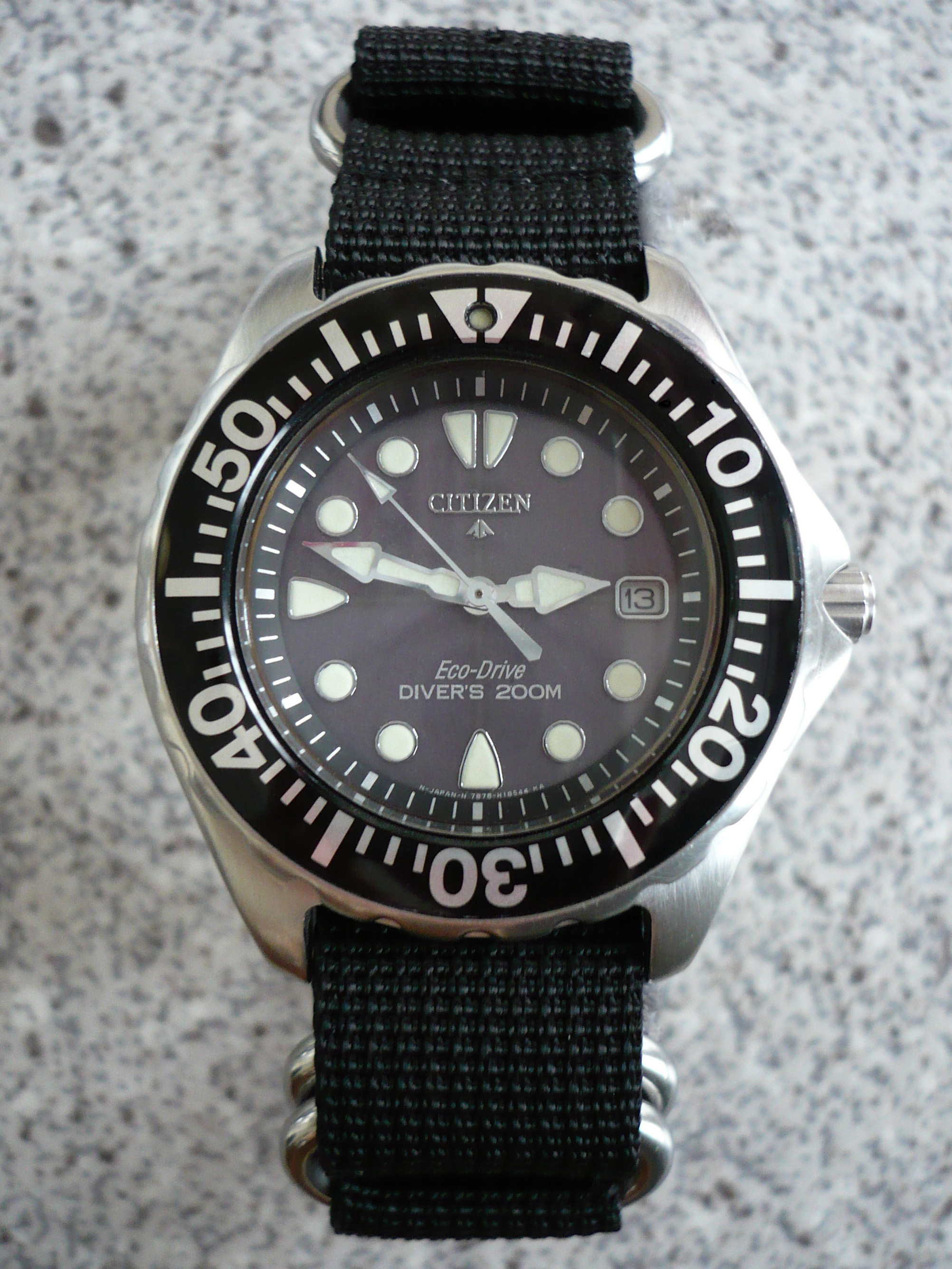
ساعة غوص DIVER'S 200M متوافقة مع المعيار ISO 6425

يتم تنظيم معايير ومميزات ساعات الغوص بواسطة المعيار ISO 6425 - وهو المعيار العالمي لساعات الغواصين. وقدم هذا المعيار في عام 1996، ويقسيمه الساعات مثل: ساعة مصممة لتحمل الغوص في الماء على أعماق لا تقل عن 100 متر وامتلاك نظام للتحكم في الوقت. ويتم اختبار ساعات الغوص في المياه الساكنة أو الراكدة تحت 125٪ من الضغط المقدر للماء، وبالتالي فإن الساعة ذات التصنيف 200 متر ستكون مقاومة للماء وهي ثباتة تحت عمق 250 مترًا في الماء الساكن. ويختلف اختبار هذا المعيار لمقاومة الماء أو نفاذيته عند ضغط الماء الزائد كما هو محدد رسميًا اختلافًا جوهريًا عن الساعات غير المخصصة للغوص، لأنه يجب اختبار كل ساعة على حدة. ويعد اختبار ساعات الغوص للامتثال لهذا المعيار أمرًا طوعيًا وينطوي على زيادة في التكاليف، فلذلك لا يقدم كل مصنّع الساعات التي ينتجها للحصول على الاعتماد لهذا المعيار.
يتكون اختبار معيار ISO 6425 لساعة الغوص من:
- الاعتمادية تحت الماء. إذ يجب غمر الساعات المختبرة في الماء حتى عمق 30 ±2 سم لمدة 50 ساعة في درجة حارة تتراوح بين 18 إلى 25 درجة مئوية وتظل جميع الآليات تعمل بشكل صحيح. ويجب إجراء اختبار التكثيف قبل هذا الاختبار وبعده للتأكد من أن النتيجة مرتبطة بالاختبار أعلاه.
- اختبار التكثيف. توضع الساعة على لوح مسخن بدرجة حرارة بين 40 و 45 درجة مئوية حتى تصل الساعة إلى درجة حرارة اللوح المسخن (وعمليًا سيكون وقت التسخين من 10 دقائق إلى 20 دقيقة كافياً حسب نوع الساعة).و يجب أن توضع قطرة ماء بدرجة حرارة من 18 إلى 25 درجة مئوية على زجاج الساعة، وبعد حوالي دقيقة واحدة يتم مسح الزجاج بخرقة جافة. إذ يجب التخلص من أي ساعة بها تكاثف على السطح الداخلي للزجاج.
- مقاومة التيجان وأجهزة التثبيت الأخرى لقوة خارجية. يجب أن تتعرض الساعات قيد الاختبار لضغط زائد في الماء بنسبة 125٪ من الضغط المقدر لمدة 10 دقائق ولقوة خارجية مقدارها 5 نيوتن عمودية على التاج وأزرار الدفع (إن وجد). ويجب إجراء اختبار التكثيف قبل هذا الاختبار وبعده للتأكد من أن النتيجة مرتبطة بالاختبار أعلاه.
- نفاذية المياه ومقاومته عند ضغط الماء الزائد. إذ يجب غمر الساعات المختبرة في الماء الموجود في وعاء، ثم يتم تطبيق ضغط زائد بنسبة 125٪ من الضغط المقدر خلال دقيقة واحدة ويتم الحفاظ عليه لمدة ساعتين. وبعد ذلك يجب تقليل الضغط الزائد إلى 0.3 بار خلال دقيقة واحدة ويتم الحفاظ على هذا الضغط لمدة ساعة. ثم تخرج الساعات من الماء وتجفف بخرقة، ولا يُسمح بأي دليل على تسرب المياه أو تكثيفها.
- مقاومة الصدمات الحرارية. تغمر الساعة في 30 ± 2 سم من الماء في درجات الحرارة التالية لمدة 10 دقائق لكل منهما: 40 درجة مئوية، 5 درجة مئوية و 40 درجة مئوية مرة أخرى. إذ يجب ألا يتجاوز وقت الانتقال من غمر إلى آخر دقيقة واحدة. ولا يُسمح بأي دليل على تسرب المياه أو تكثيفها.
- اختبار اختياري ناشئ عن اختبارات هذا المعيار (ولكن ليس مطلوبًا للحصول على الاعتماد) إذ تعرض الساعة لضغط زائد يبلغ 200 كيلو باسكال، ويجب ألا تُظهر الساعة تدفق هواء يتجاوز 50 ميكروغرام / دقيقة.

وباستثناء اختبار مقاومة الصدمات الحرارية، يجب إجراء جميع اختبارات هذا المعيار الإضافية في درجة حرارة تتراوح بين 18 إلى 25 درجة مئوية. وفيما يتعلق بالضغط يحدد المعيار: 1 بار = 10 5 باسكال = 10 5 N / م 2 . ويتطلب الاختبار توفير ضغط 125٪ كهامش أمان ضد أحداث زيادة الضغط الديناميكي، وتغيرات كثافة المياه (تكون مياه البحر أكثر كثافة بنسبة 2٪ إلى 5٪ من المياه العذبة)، وتدهور السدادات.
وتكون زيادة الضغط الديناميكي الناتج عن الحركة في بعض الأحيان موضوع الخرافات والحجج التسويقية لساعات الغوص ذات المعدلات العالية لمقاومة الماء، فعندما يقوم الغواص بحركة سباحة سريعة بمقدار 10 م / ث (32.8 قدم / ث) (وأفضل السباحين الرياضيين وسباحي الزعانف لا يحركون أيديهم ولا يسبحون بهذه السرعة ) يفترض الفيزيائيين أن تولد هذه الحركة ضغطًا ديناميكيًا قدره 50 كيلو باسكال أو ما يعادل عمق 5 أمتار إضافية.
وإلى جانب معايير مقاومة الماء وتصنيف العمق بحد أدنى 100 متر (330 قدم)، يوفر المعيار الحد الأدنى من المتطلبات لساعات الغواص الميكانيكية (الكوارتز والساعات الرقمية لها متطلبات قراءة مختلفة قليلاً) مثل:
- وجود جهاز للتحديد المسبق للوقت، على سبيل المثال إطار دوار أحادي الاتجاه أو شاشة عرض رقمية، إذ يجب حماية هذا الجهاز من الدوران غير المقصود أو التلاعب الخاطئ، فإذا كان إطاراً دوارًا فيجب أن يكون له مقياس دقيق يصل إلى 60 دقيقة. ويجب تنسيق العلامات الموجودة على القرص إن وجدت، ومع تلك الخاصة بجهاز التحديد المسبق ويجب أن تكون مرئية بوضوح. وإذا كان جهاز التحديد المسبق عبارة عن شاشة عرض رقمية فيجب أن يكون مرئيًا بوضوح.
- يجب أن تكون العناصر التالية من الساعة مقروءة على مسافة 25 سنتيمتر (9.8 بوصة) في الظلام:
  - الوقت (يجب تمييز عقرب الدقائق بوضوح عن عقرب الساعات)
  - ضبط وقت جهاز التحديد المسبق للوقت
  - إشارة إلى أن الساعة قيد التشغيل (يُشار إلى ذلك عادةً من خلال عقرب الثواني الجاري بطرف أو ذيل مضيء)
  - مؤشر انتهاء عمر البطارية في الساعات التي تعمل بالبطارية
- وجود مؤشر على أن الساعة تعمل في ظلام دامس، ويشار إلى هذا عادة من خلال تزويد عقرب الثواني بطرف أو ذيل مضيء.
- المقاومة المغناطيسية، ويتم اختبار ذلك من خلال تعريض الساعة 3 مرات لمجال مغناطيسي بتيار مباشر يبلغ 4800 أمبير/متر، إذ يجب أن تحافظ الساعة على دقتها إلى ± 30 ثانية/يوم، كما تم قياسها قبل الاختبار على الرغم من المجال المغناطيسي.
- مقاومة الصدمات. حيث يتم اختبار ذلك بصدمتين (واحدة على جانب الساعة 9، وواحدة على البلورة وعمودية على الوجه). وعادة ما يتم إعطاء الصدمة بواسطة مطرقة بلاستيكية صلبة مثبتة كبندول، وذلك لتوصيل كمية محسوبة من الطاقة، فعلى وجه التحديد، طرقة بقوة 3كجم مع سرعة ارتطام تبلغ 4.43 م/ث. ومعدل التغيير المسموح به هو ± 60 ثانية / يوم.
- مقاومة الماء المالح. حيث يجب وضع الساعات المختبرة في 30 جرام/ لتر من محلول كلوريد الصوديوم وابقائها فيه لمدة 24 ساعة عند درجة حرارة تتراوح بين 18 إلى 25 درجة مئوية، ويحتوي محلول الاختبار هذا على ملوحة مماثلة لمياه البحر العادية. وبعد هذا الاختبار يجب فحص العلبة والملحقات بحثًا عن أي تغييرات محتملة، إذ يجب فحص الأجزاء المتحركة وخاصة الإطار الدوار للتأكد من أنها تعمل بشكل صحيح.
- مقاومة المرفقات لقوة خارجية (صلابة الحزام / السوار). حيث يتم اختبار ذلك من خلال تطبيق قوة مقدارها 200 نيوتن (45 lb f) لكل قضيب نابض (أو نقطة ربط) في اتجاهين متعاكسين مع عدم حدوث ضرر لساعة نقطة الربط. إذ يجب إغلاق سوار الساعة التي يجري اختبارها.
- العلامات. يتم تمييز الساعات المطابقة لمواصفات المعيار بكلمة DIVER'S WATCH xxx M أو DIVER'S xxx M لتمييز ساعات الغوص عن الساعات الشبيهة التي لا تناسب الغطس الفعلي. ويتم استبدال الحروف xxx بعمق الغوص بالأمتار الذي يضمنه المصنع.

### ساعات الغواص للغوص بالغازات المختلطة

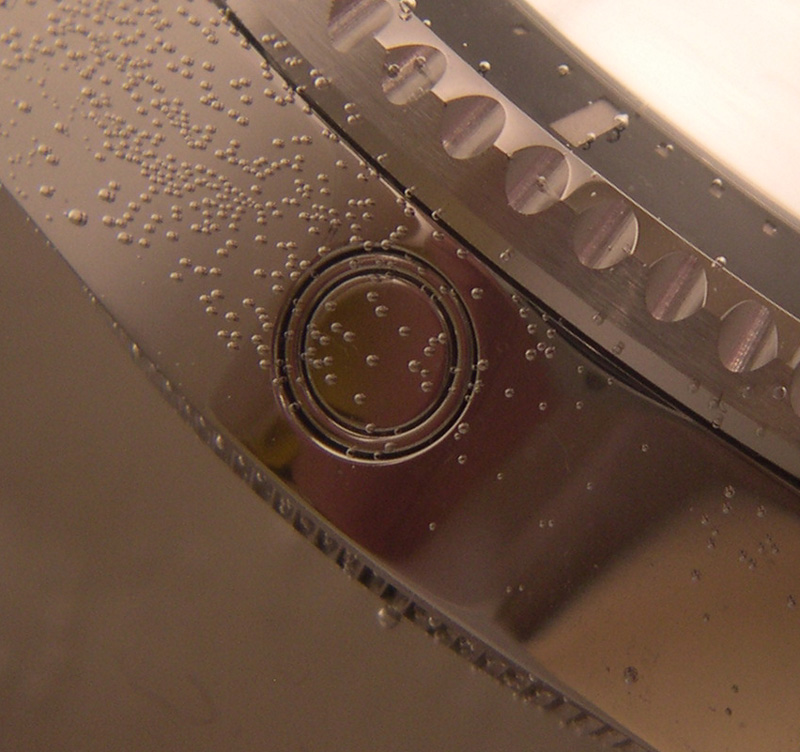
صمام تحرير الهيليوم يطلق غاز التنفس من علبة الساعة. وهذه الميزة الموجودة في بعض ساعات الغوص ذات الغازات المختلطة تمنع الكريستال من الانفجار أثناء فك الضغط.

يتم الغوص بعمق كبير ولفترة طويلة في حجرة الغوص، وبواسطة (التشبع) يقضي الغواص الوقت في الماء وفي بيئة مضغوطة يتنفس خليط الغازات. وفي هذه الحالة تتعرض الساعة لضغط خليط الغاز وقد يتعطل عملها، وبالتالي يوصى بإخضاع الساعة لاختبار إضافي خاص، يحدد المعيار ساعة الغواص للغوص المختلط بالغازات على النحو التالي: ساعة يجب أن تكون مقاومة أثناء الغوص في الماء حتى عمق 100م على الأقل وعدم التأثر بالضغط الزائد للغاز المختلط المستخدم في التنفس.
يتم توفير المتطلبات الإضافية المحددة التالية لاختبار ساعات الغواص للغوص المختلط بالغازات وفقًا لهذا المعيار:
- اختبار التشغيل عند الضغط الزائد للغاز. تكون الساعة عرضة للضغط الزائد للغاز الذي سيتم استخدامه بالفعل، أي 125٪ من الضغط المقدر لمدة 15 يومًا، ثم يتم تخفيض الضغط بسرعة إلى الضغط الجوي في وقت لا يتجاوز 3 دقائق. وبعد هذا الاختبار يجب أن تعمل الساعة بشكل صحيح. إذ يجب أن تعمل الساعة الإلكترونية بشكل طبيعي أثناء الاختبار وبعده وكذلك يجب أن تعمل الساعة الميكانيكية بشكل طبيعي بعد الاختبار (عادةً ما يكون احتياطي الطاقة أقل من 15 يومًا).
- الاختبار بالضغط الداخلي (محاكاة فك الضغط). حيث يتم إزالة التاج مع الملف أو ساق الإعداد، ويوضع في مكانه فتحة تاج من نفس النوع. ومن خلال هذه الفتحة يتم إدخال خليط الغاز الذي سيتم استخدامه بالفعل ويخلق ضغطًا زائدًا فوق الضغط المقدر بـ / 20 بار في الساعة لمدة 10 ساعات، ثم قم بإجراء الاختبار عند ضغط الماء الزائد المقدر، وفي هذه الحالة يجب إعادة تركيب التاج الأصلي مع الجذع مسبقًا. وبعد هذا الاختبار يجب أن تعمل الساعة بشكل صحيح.
- العلامات. الساعات المستخدمة للغوص بالغاز المختلط والتي تفي بمتطلبات المعيار موضحة بعبارة "DIVER'S WATCH xxx M FOR MIXED-GAS DIVING" ويتم استبدال الحروف xxx بعمق الغوص بالأمتار الذي يضمنه المصنع. إذ يجب كذلك ذكر تركيبة خليط الغاز المستخدم للاختبار في تعليمات التشغيل المصاحبة للساعة.

ويوصي معظم المصنّعين الغواصين باختبار ضغط ساعة الغوص الخاصة بهم من قبل أحد مرافق الخدمة وصيانة دورية سنويًا أو كل سنتين إلى ثلاث سنوات واستبدال مواد الإغلاق.

## تصنيف مقاومة الماء
غالبًا ما تصنف الساعات من قبل الشركات المصنعة حسب درجة مقاومتها للماء والتي نظرًا لغياب معايير التصنيف الرسمية تُترجم تقريبًا إلى (متر واحد = 3.29 قدم). وتم استبدال هذه الغموض بمعيار ISO 22810 الذي صدر عام 2010، حيث «يجب أن تفي أي ساعة في السوق تُباع على أنها مقاومة للماء بمعيار ISO 22810 بغض النظر عن العلامة التجارية» 
| تصنيف مقاومة الماء                      | ملاءمة | ملاحظات |
| --------------------------------------- | --- | --- |
| مقاومة الماء 3atm أو 30م                | مناسب للاستخدام اليومي. مقاومة الرذاذ / المطر.                                                                                         | غير مناسب للاستحمام والسباحة والغطس والأعمال المتعلقة بالمياه وصيد الأسماك والغوص.                                  |
| مقاومة الماء 5atm أو 50م                | مناسب للاستخدام اليومي، والاستحمام، والسباحة في المياه الضحلة، والغطس، والأعمال المتعلقة بالمياه، وصيد الأسماك. مقاومة للرذاذ / المطر. | غير مناسب للغوص. |
| مقاومة الماء 10atm أو 100م              | مناسب لركوب الأمواج الترفيهي والسباحة والغطس والإبحار والرياضات المائية.                                                               | غير مناسب للغوص. |
| مقاومة الماء 20atm أو 200م              | مناسب للأنشطة البحرية الاحترافية والرياضات المائية السطحية الخطيرة والغطس.                                                             | مناسب للغطس. |
| 100م للغواصين                           | الحد الأدنى لمعيار ISO (ISO 6425) للغوص على أعماق غير مناسبة للغوص المشبع .                                                            | 100م للغواصين و 150م وهذه الساعات هي بشكل عام ساعات قديمة.                                                          |
| 200م أو 300م للغواصين                   | مناسب الغوص على أعماق غير مناسبة للغوص التشبع.                                                                                         | تقييمات نموذجية لساعات الغواص المعاصرة.                                                                             |
| 300 + م للغواصين للغوص المختلط بالغازات | مناسبة للغوص التشبعي (بيئة غنية بالهيليوم).                                                                                            | الساعات المصممة للغوص المختلط ستحتوي على DIVER'S WATCH xxx M FOR MIXED-GAS DIVING وهي علامة إضافية للإشارة إلى ذلك. |